# 34-es busz (Pécs)

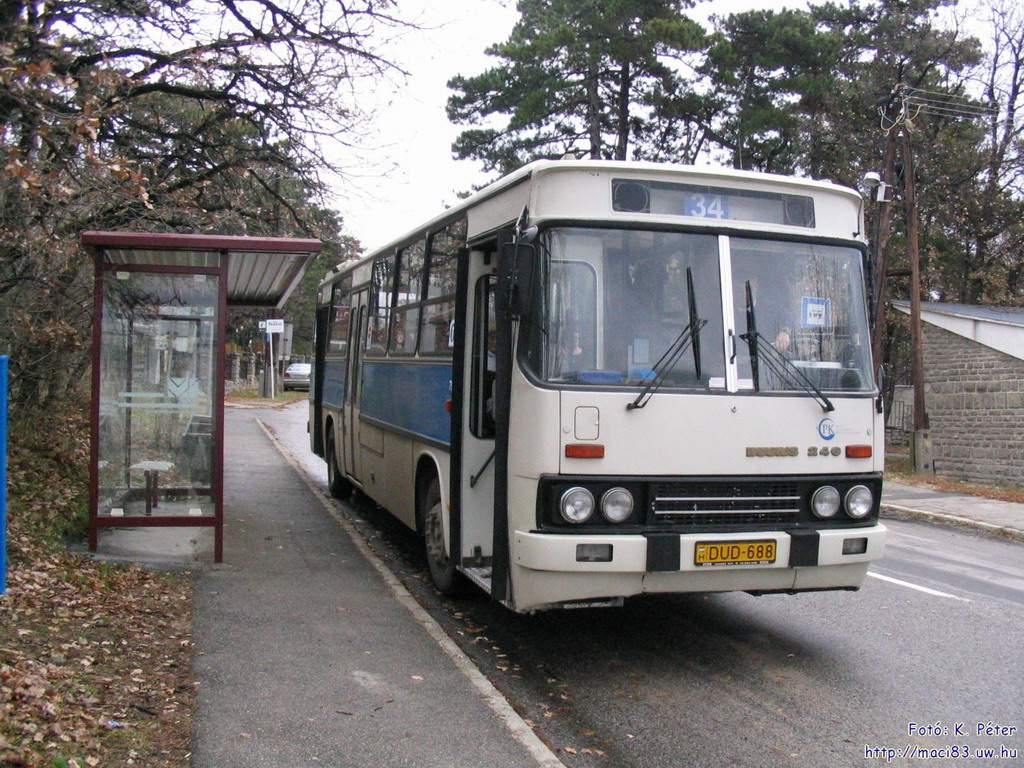
Az egyetlen Ikarus 246-os a vonalon

A pécsi 34-es jelzésű autóbusz a Belvárost köti össze a Mecsekoldallal, elérhetővé teszi a Pécsi Állatkertet. A vasútállomástól indul, érinti a Zsolnay-szobrot, a Barbakán, majd az alagútnál a Mecsek felé kanyarodva jut el a Szanatóriumhoz, majd Dömörkapuhoz. Mivel a vonalon igen meredek szakaszok és éles kanyarok vannak, csak szóló busz közlekedhet.

## Története
1946. szeptember 28-án indult az első járat a Széchenyi térről a Hotel Kikelet-hez, amit 1948-ban meghosszabbítottak a Dömörkapuig. Ez a járat volt az akkori 34-es számú járat. Majd a Széchenyi téri végállomás megszűnésével a járat végállomása átkerül a Kossuth térre. A Szanatóriumhoz 1964 végétől jár autóbuszjárat, akkor még 44-es jelzéssel közlekedett, ez már a Kossuth térről. 1985. november 1-jén a Kossuth téri végállomás megszűnik, eztán a járat a Főpályaudvarról indul. 1987. január 1-jétől új számozási rendszer keretén belül kapta máig is érvényes 34-es jelzését. 1992. december 1-jétől a Széchenyi tér helyett a ma is érvényes Kórház tér felé vezető útvonalon közlekedik.
2016. június 16-án új 34Y járat indult a 34-es végállomásai között, a Vásárcsarnok és a Csillagvirág utca érintésével.

## Útvonala
| Főpályaudvar → Alagút → Szanatórium → Dömörkapu | Dömörkapu → Alagút → Főpályaudvar |
| --- | --- |
| Főpályaudvar – Szabadság utca – Rákóczi út – Klimó György utca – Aradi vértanúk útja – Alagút – Hunyadi János utca – Málics Ottó utca – Ángyán János utca – Bárány út – Szanatórium, forduló – Bárány út – Ángyán János utca – Dömörkapui út – Dömörkapu | Dömörkapu – Dömörkapui út – Ángyán János utca – Málics Ottó utca – Hunyadi János utca – Aradi vértanúk útja – Klimó György utca – Rákóczi út – Szabadság utca – Főpályaudvar |

## Megállóhelyei
| 34 (Főpályaudvar – Dömörkapu) |                         |          | |                                                                              |
| Perc (↓)                      | Megállóhely             | Perc (↑) | Megállóhelyet érintő járatok | Létesítmények                                                                |
| 0                             | Főpályaudvar végállomás | 18       | 3, 3E, 4, 4Y, 6, 6E, 7, 7Y, 8, 13, 13E, 13Y, 14, 14Y, 15, 15A, 20, 30, 31, 32, 32Y, 33, 34, 34Y, 35, 35Y, 36, 37, 38, 38Y, 39, 40, 41, 41E, 41Y, 42, 42Y, 43, 44, 46, 47, 73, 73Y, 104, 104A, 104E, 104Y, 130, 130A, 140 · Helyközi autóbuszok · Főpályaudvar | Vasútállomás, MÁV Területi Igazgatósága, Autóbusz-állomás                    |
| 2                             | Zsolnay-szobor          | 15       | 2, 2A, 2E, 3, 3E, 6, 6E, 7, 7Y, 8, 13Y, 14, 14Y, 22, 23, 23Y, 24, 25, 26, 26A, 27, 27Y, 28, 28A, 28Y, 29, 30, 31, 32, 32Y, 34, 34Y, 35, 35Y, 36, 37, 38, 38Y, 39, 40, 44, 46, 47, 73, 73Y, 102, 102Y, 103, 107E, 109E, 130, 140                               | Postapalota, OTP, ÁNTSZ, Pécsi ítélőtábla, Pécsi törvényszék, Zsolnay-szobor |
| 3                             | Kórház tér              | 13       | 2, 2A, 2E, 25, 26, 26A, 27, 27Y, 28, 28A, 28Y, 29, 30, 31, 32, 32Y, 34, 34Y, 35, 35Y, 36, 37, 44, 46, 47, 102, 102Y, 103, 107E, 109E, 130 | Megyei Kórház, Jakováli Hasszán dzsámija, Hotel Pátria                       |
| 5                             | Barbakán                | 11       | 30, 30Y, 31, 32, 32Y, 34, 34Y, 35, 35Y, 36, 103, 130 | Pécsi székesegyház, Barbakán, Ókeresztény sírkamrák, Püspöki palota (Pécs)   |
| 7                             | Alagút                  | 9        | 30Y, 32, 32Y, 33, 34, 35 |                                                                              |
| 9                             | Pálosok                 | 7        | 31, 32, 32Y, 33, 34, 34Y, 35, 35Y |                                                                              |
| 10                            | Mecsek kapu             | ∫        | 34, 34Y, 35, 35Y |                                                                              |
| 13                            | Kőbánya                 | 4        | 34, 34Y, 35, 35Y |                                                                              |
| 16                            | Hotel Kikelet           | 2        | 34, 34Y, 35, 35Y |                                                                              |
| 17                            | Állatkert               | 1        | 34, 34Y, 35, 35Y |                                                                              |
| 18                            | Mandulás                | ∫        | 34, 34Y, 35, 35Y |                                                                              |
| 19                            | Báránytető              | ∫        | 34, 34Y, 35, 35Y |                                                                              |
| 20                            | Szanatórium             | ∫        | 34, 34Y, 35, 35Y |                                                                              |
| 21                            | Báránytető              | ∫        | 34, 34Y, 35, 35Y |                                                                              |
| 22                            | Mandulás                | ∫        | 34, 34Y, 35, 35Y |                                                                              |
| 26                            | Dömörkapu végállomás    | 0        | 34, 34Y |                                                                              |